# Les Complices*
Les Complices* ist ein selbstorganisierter, unabhängiger Projekt- und Kulturraum in Zürich, der seit 2002 mit globalen und lokalen Themen politische und kulturelle Fragen stellt und bearbeitet. Er versteht sich als feministischer Kunstraum für alle und stellt queere und BIPoC-Perspektiven in den Mittelpunkt.

## Geschichte
Les Complices* wurde 2002 von Jean-Claude Freymond-Guth als Les Complices* Espace Libre & Edition initiiert. Mit Simone Gerber und Ana Strika gründete er 2002 den gleichnamigen Verein. Während des ersten Jahres fanden die Aktivitäten im Erdgeschoss eines Wohngebäudes an der Frankengasse in Zürich statt. Im Juli 2003 zog Les Complices* an die Anwandstrasse 9 im Kreis 4 in Zürich, wo der Raum bis heute beheimatet ist. Urs Küenzi, Christof Moser und Mia Hotz stiessen zur Gruppe, die sich jedoch im Sommer 2004 auflöste, danach war Jean-Claude Freymond-Guth kurz alleine für das Programm und die Leitung des Raumes verantwortlich, ab 2005 dann gemeinsam mit Andrea Thal. Nach seinem Weggang organisierte Thal bis 2014 den Kunstraum, mit wechselnder Belegschaft. 2015 bis 2017 waren Gökçe Ergör und Martina Baldinger, und ab 2018 Gökçe Ergör und Reem Kadhum aka The Janitor für das Programm verantwortlich. Les Complices* aktuelles Team sind Kay Zhang, Paloma Ayala, Thi My Lien Nguyen, Engy Mohsen, tracy september und Trinity Njume-Ebong.

Die Grundidee von Les Complices* ist es, in der Organisation von diskursiven Veranstaltungen im Zwischenbereich von Kunst, Musik, Theorie und Leben zu verbinden. Sie arbeiten daran, künstlerische Positionen aus dem In- und Ausland zu produzieren, zu zeigen, zu verorten, zu veröffentlichen und zu publizieren. 
«Les Complices* versteht Kulturarbeit als eine Praxis, die sich kritisch mit Arbeits- und Lebensbedingungen, Formen von Rassismus und Ausgrenzung in westlichen Gesellschaften, Heteronormativität und Kapitalismus auseinandersetzen und sich aktiv an diesen Diskurse beteiligen möchten. Les Complices* positioniert sich damit auch kritisch gegenüber dem Konzept der ‹Neutralität›.»
2005 wurden Künstlergruppen aufgefordert, ein Objekt, das Kooperation symbolisiert oder illustriert, zur Ausstellung Musée CoCo - Musée des Complices & Collaborateurs beizusteuern. Gerda Steiner & Jörg Lenzlinger, Mickry 3, Andres Lutz / Anders Guggisberg, Treppstein (Selina Trepp / Esther Eppstein), Com & Com (Johannes M. Hedinger / Marcus Lossollt), F.I.R.M.A. (Peter Radelfinger / Cécile Wick), BETA (Miriam Steinhauser / Andrea Thal) und mit (Künstlerinnen-Aktionsgruppe), beteiligten sich an der Ausstellung.

Anlässlich der Biennale Venedig 2011 wurde Andrea Thal eingeladen den Schweizer off-site Pavillon zu kuratieren, wofür sie das mehrteilige und kollaborativ angelegte Projekt Chewing the Scenery im Teatro Fondamenta Nuove konzipierte. Es erscheint eine gleichnamige Publikation. Sie schreibt als Betreiberin von Les Complices* folgendes: 
«So unterschiedlich die Kontexte sind: Ich habe versucht, mit dem Bewusstsein des einen in den andern zu gehen. Zum Beispiel: nicht nur auf einen Namen zu setzen, sondern unterschiedliche Produktionen zu realisieren, die Ausstellungsdauer als Zeitraum für Prozesshaftes zu erhalten und den engeren Rahmen zeitgenössischer Kunst hie und da zu verlassen. Kurz: von Arbeitsweisen auszugehen, in denen ich auch sonst tätig bin.» ... «Und doch war die Arbeit in Venedig weitgehend selbstbestimmt – ohne Auflagen des Bundesamts für Kultur (BAK) bezüglich Inhalt, Nationalität der Teilnehmenden oder ihrer Einordnung in Kunst, Musik, Theater, Philosophie oder antirassistischen Aktivismus. Und: Es gab Geld, um all dies zu tun und alle Beteiligten zu bezahlen! Hier lag ein beachtlicher Unterschied zu meiner achtjährigen, unbezahlten Arbeit bei Les Complices, dem undisziplinierten Raum.»
Die bei Les Complices* realisierten und produzierten Ausstellungen, Projekte und Veranstaltungen versuchen undisziplinierte Formen des Austausches und der gemeinsamen Auseinandersetzung zu ermöglichen und zu erforschen.

## Präsentationen (Auswahl)
- 2020: histnoire.ch
- 2020: Geschichte(n) des Kunststreiks
- 2017: Stimmlos zu Shape of A Right Statement[11]
- 2016: Manifesta 11, Parallel Event: Vera Ryser und Sally Schonfeldt – Les Complices* We Demand![12], Gespräch der ASZ-Frauengruppe mit Verfasserinnen des „Manifests ausländischer Frauen“ von 1975[13]
- 2015: Close Viewing: „Keep your laws off my body“ von Zoe Leonard, Catherine Saalfield und „Tea Leaf“ von Ruth Novaczek, mit Karolin Meunier und Kerstin Schroedinger aus der Cinenova Working Group[14]
- 2014: Martina Baldinger, Alessia Conidi, Grisélidis Réal, Angela Wittwer
- 2014: Doris Stauffer, Einzelausstellung[15]
- 2013: fm-scenario – Die Stimme des Hörers, Eran Schaerf[16]
- 2013: Pauline Boudry, Renate Lorenz[17] To Valerie Solanas and Marilyn Monroe in Recognition of Their Desperation (after a score by Pauline Oliveros)
- 2012: Anne Käthi Wehrli, GABY, Ingrid Käser, Lena Reiser, Romy Rüegger, Evelyn Rüsseler, Bettina Stehli[18]
- 2010: Chambres d'echo, mit Beiträgen von Ariane Andereggen, Sabian Baumann, Katharina Brandenberger, Bettina Dyttrich, Helen Ebinger, Corinn Gerber, Die Grauen Pinguine, Philipp Messner / Lucie Kolb, Dagmar Reichert, Romy Rüegger, Simone Schardt / Wolf Schmelter, Bettina Stehli, Andrea Thal und Anne Käthi Wehrli als Bezugnahmen auf das feministische Symposium Wissenschaft, Künste + alles andere, das 1990 im Museum für Gestaltung in Basel stattfand, wo die Videodokumentation[19] im Schweizerischen Sozialarchiv veröffentlicht wurde
- 2010: Die Aussenperspektive, Karen Geyer[20]
- 2007: Orientalisches Café, Thomas Isler, mit Reiseberichten von Johanna Lier, Sandra Knecht, Dolly Dhingra, Raphael Urweider, Chantal Elisabeth, Sabine Hagmann[21]

- 2007: Family Portrait, Nele Stecher[22]
- 2007: jetzt und immer, Sabian Baumann
- 2006: Do-It-Yourself in «Findet mich der Punk?», Thylacine
- 2005: Petra Elena Köhle / Nicolas Vermot Petit-Outhenin
- 2005: Neon 3, Jennifer Bennett
- 2005: Pauline Boudry
- 2005: Stefan Burger
- 2005: where work ends and mission begins, Karin Kasböck und Christoph Leitner, Künstlerduo bankleer[23]
- 2005: !Mediengruppe Bitnik
- 2005: Transparent Surface, Miriam Steinhauser
- 2005: Andrea Muheim
- 2005: also das es im Finstern stand, Tatjana Gerhard
- 2005: Musée CoCo - Musée des Complices & Collaborateurs
- 2004 CART — Off-Space Rendezvous #1
- 2003 Eclipse en route

## Veröffentlichungen
- Chewing the Scenery. Herausgegeben im Auftrag des Bundesamtes für Kultur als Teil des offiziellen Beitrages der Schweiz an der 54. Kunstbiennale Venedig. ISBN 978-3-03746-157-0.
- Journal d’Echo 1990/2010/2011, Zeitung mit Heftbeilage. Gestaltung Anna Frei, Georg Rutishauser. edition fink, Zürich 2011, ISBN 978-3-03746-151-8.